# Veine oblique de l'atrium gauche

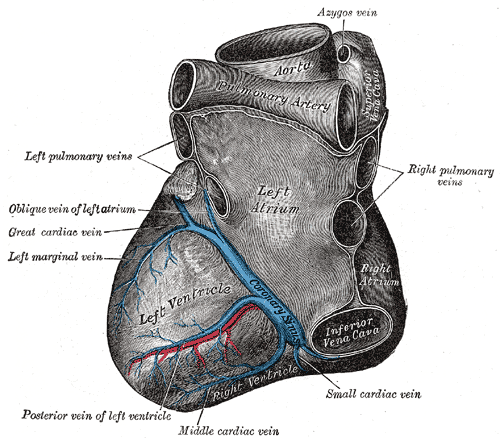
La veine oblique de l'atrium gauche, ou veine de Marshall

La veine oblique de l'atrium gauche (ou veine de Marshall ou veine oblique de l'oreillette gauche ou veine atriale oblique gauche) est une petite veine située à l'arrière de l'atrium gauche.

## Origine
La veine oblique de l'atrium gauche est le vestige embryologique de la veine cardinale commune gauche. 
La partie non oblitérée de cette dernière veine forme la veine oblique qui débouche dans le sinus coronaire.
La partie oblitérée de la veine forme un repli du péricarde  : le ligament (ou pli) de la veine cave gauche ou pli vestigial de Marshall. 

## Physiologie
La veine contient de nombreuses fibres du système nerveux sympathique et parasympathique.

## Aspect clinique
Des extrasystoles atriales peuvent naître de cette veine, pouvant être responsable de l'apparition d'une fibrillation atriale.
L'occlusion de cette veine, par injection d'éthanol lors d'un cathétérisme de celle-ci en passant par le sinus coronaire, permet de traiter certains types de flutter atrial gauche, dont le circuit est proche de l'anneau mitral. Elle permet aussi de diminuer le tonus parasympathique et d'augmenter l'efficacité d'une isolation des veines pulmonaires lors d'un ablation de fibrillation atriale.